# Вернер Цимерман
Вернер Цимерман (19. мај 1915 — 1990) бивши је швајцарски спринт и слалом кајакаш. Учествовао је на такмичењима крајем тридесетих година до почетка педесетих година прошлог века.
Као спринт кануиста, такмичио се две пута на олимпијским играма. На Летним олимпијским играма 1936. у Берлину у пару са Отмаром Бахом завршио је као шести у дисциплини К-2 10.000 м. Четрнаест година касније, у Хелсинкију 1952. завршио је као једанаести 11.у дисциплини К-2 10.000 м. Овај пут партнер му је био Фриц Фреј
Као слалом кануиста, освојио је три медаље на два Светска првенства на дивљим водама. Веслао је са склопивим кајаком. У Женеви 1949, освојио је злато у екипној конкуренцији и бронзу појединачно, а 1951. у Штајру бронзу у екипном такмичењу.